# Epieremulus apicalis
Epieremulus apicalis är en kvalsterart som först beskrevs av Banks 1895.  Epieremulus apicalis ingår i släktet Epieremulus och familjen Caleremaeidae. Inga underarter finns listade i Catalogue of Life.